# Des Tuiavi'i
Pas d'image ? Cliquez ici

a Compétitions nationales et continentales officielles uniquement.

b Matchs officiels uniquement.
Dernière mise à jour le 27 septembre 2018.
Des Tuiavi'i, né le 14 janvier 1970 à Apia (Samoa), est un joueur samoan de rugby à XV. Il évolue au poste de troisième ligne aile et mesure 1,85 m pour 103 kg.

## Carrière
Il a eu sa première cape internationale le 20 juin 2003, à l’occasion d’un match contre l'équipe d'Irlande.

## Palmarès

### Sélection nationale
- 5 sélections avec l'Équipe des Samoa de rugby à XV
- Nombre de sélections par année : 5 en 2003.
- Participation à la Coupe du monde de rugby 2003 (3 matchs, 0 comme titulaire)